# Lycodes bathybius
Lycodes bathybius es una especie de pez de la familia de los Zoarcidae en el orden de los perciformes.

## Hábitat
Es un pez de mar y de aguas profundas que vive entre 200-591 m de profundidad.

## Distribución geográfica
Se encuentra en el Mar de Ojotsk. 

## Observaciones
Es inofensivo para los humanos. 